# 进步社会主义毛里求斯战斗运动
进步社会主义毛里求斯战斗运动（法語：Mouvement Militant Mauricien Socialiste Progressiste，缩写为MMMSP）是毛里求斯历史上的一个共产主义政党。
1973年3月23日，毛里求斯战斗运动（缩写为MMM）的一些前成员创建该党，这个群体由语言学家、剧作家和政治家德夫·维拉索米领导，他们在1972年12月23日（紧急状态期间）毛里求斯战斗运动的领导人和其他工会成员从监狱获释后不久退出毛里求斯战斗运动。
该党被称为“没有保罗的MMM”，因为其创始人希望保持他们作为革命者的立场，并与毛里求斯战斗运动领导人保罗·贝朗热保持距离，后者对资本家和当局妥协过多。